# Макруд
Макруд (араб. مقروض‎) — традиционное сладкое печенье в Северной Африке. Считается, что оно родом из Туниса, но также очень популярно в Алжире, Марокко (особенно в городах Уджда и Тетуан)), Ливии и на Мальте. Существует мнение, что оно возникло в оазисах Мзаба и степях Сетифа в Алжире, по другим источникам история макруда связана с городом Кайруан, духовной столицей Туниса. В этом городе 20 мая 2008 года прошёл первый национальный фестиваль макруд. Как часть кулинарной культуры, макруд также стал распространённым в странах, где проживает большое количество лиц алжирского или тунисского происхождения, особенно во Франции.
В Магрибе, существует много его разновидностей, некоторые из которых являются выпечкой, которая имеет мало общего с традиционным макрудом, за исключением формы. Например, макрут малах (makrout malah, «солёный макруд»), готовится из картофеля, специй (куркума, тмин, орегано, тимьян), а начинку обычно делают из курицы, маринованной в чесночном соусе с томатами, паприкой и оливковым маслом. Затем посыпают свежим кунжутом. В классическом варианте печенье наполнено финиками, орехами или миндальной пастой. Имеет форму ромба — от этой характерной формы и его название. Тесто изготавливается из комбинации манной крупы и муки, что придаёт печенью специфическую текстуру и вкус. Макруд с финиками и мёдом популярен на Рамадан.

## Приготовление
Тесто из муки, манной крупы и растительного масла раскатывается, наполняется финиковой пастой. Обычно для приготовления пасты используется сорт фиников Деглет Нур, также инжир или миндаль, корица, цедра апельсина. Закатывается рулетиком, который придавливается для получения более плоской формы. Затем нарезается на ромбовидные кусочки. После этого заготовки печенья либо жарят в растительном масле, либо запекают в духовке.
Последний этап приготовления заключается в вымачивании макруда в сладком сиропе из воды, мёда и цветков апельсина.